# José Matteo Bonaventure Orfila
José Matteo Bonaventure Orfila (ur. 24 kwietnia 1787, zm. 12 marca 1853) – francuski lekarz toksykolog, chemik i fizjolog.

## Życiorys
W 1818 roku został profesorem medycyny sądowej w Paryżu. Uważany jest za twórcę medycyny sądowej.
Prowadził doświadczenia z arszenikiem na zwierzętach. W 1813 roku ogłosił pracę o toksykologii ogólnej. pogłębił naukę o zmianach pośmiertnych. Został pochowany na Cmentarzu Montparnasse w Paryżu.